# Apriyani Rahayu
Apriyani Rahayu (Lawulo, 29 de abril de 1998) é uma jogadora de badminton indonésia, campeã olímpica.

## Carreira
Nos Jogos Olímpicos de Verão de 2020, em Tóquio, conquistou a medalha de ouro na categoria duplas femininas ao lado de Greysia Polii após derrotarem as chinesas Chen Qingchen e Jia Yifan. Após seu sucesso olímpico, o Centro de Treinamento Esportivo de Alunos em Jacarta foi renomeado em homenagem à dupla campeã.